# Vierschaar (Wachtebeke)

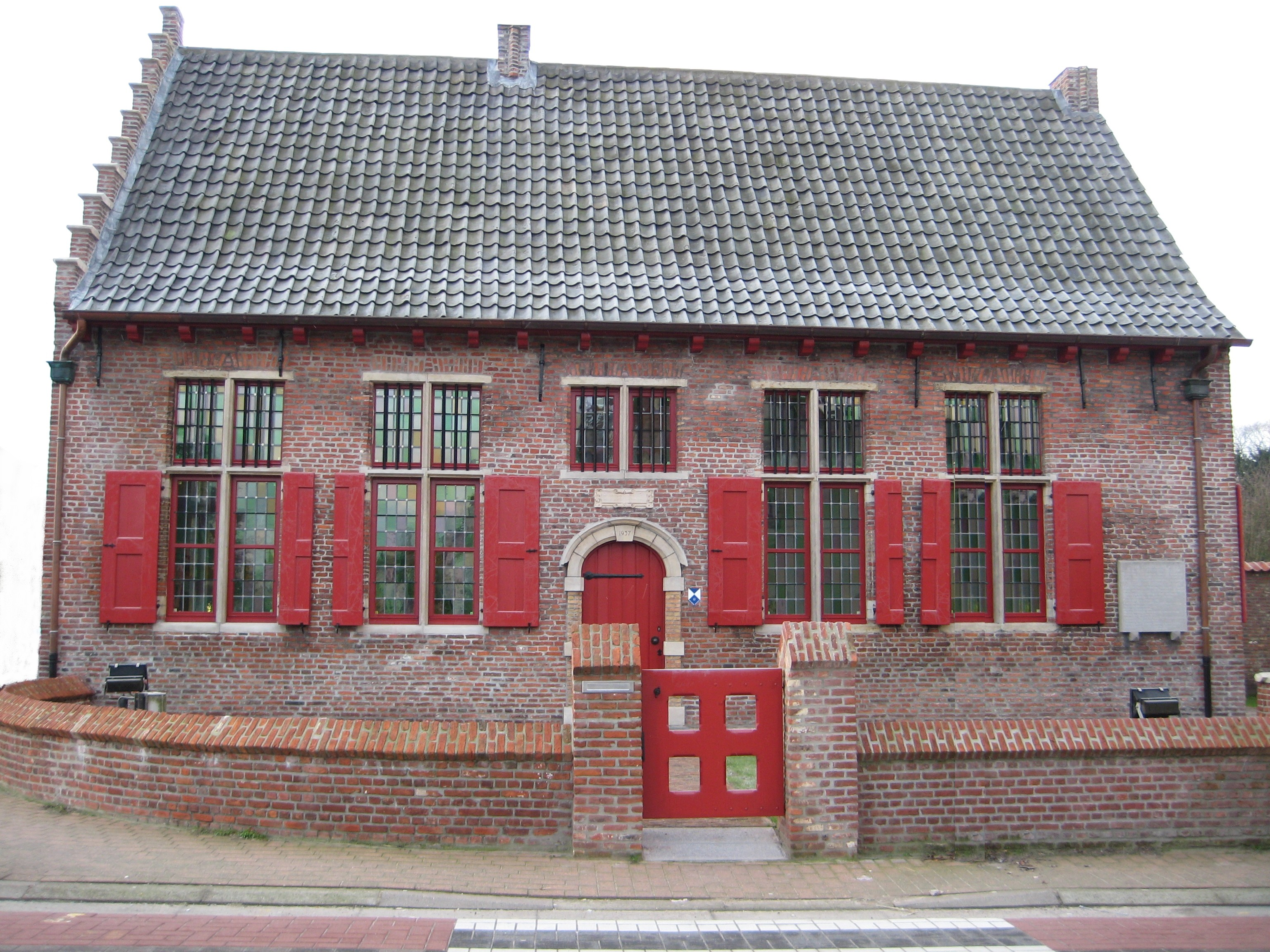
vierschaar te Wachtebeke, noordgevel

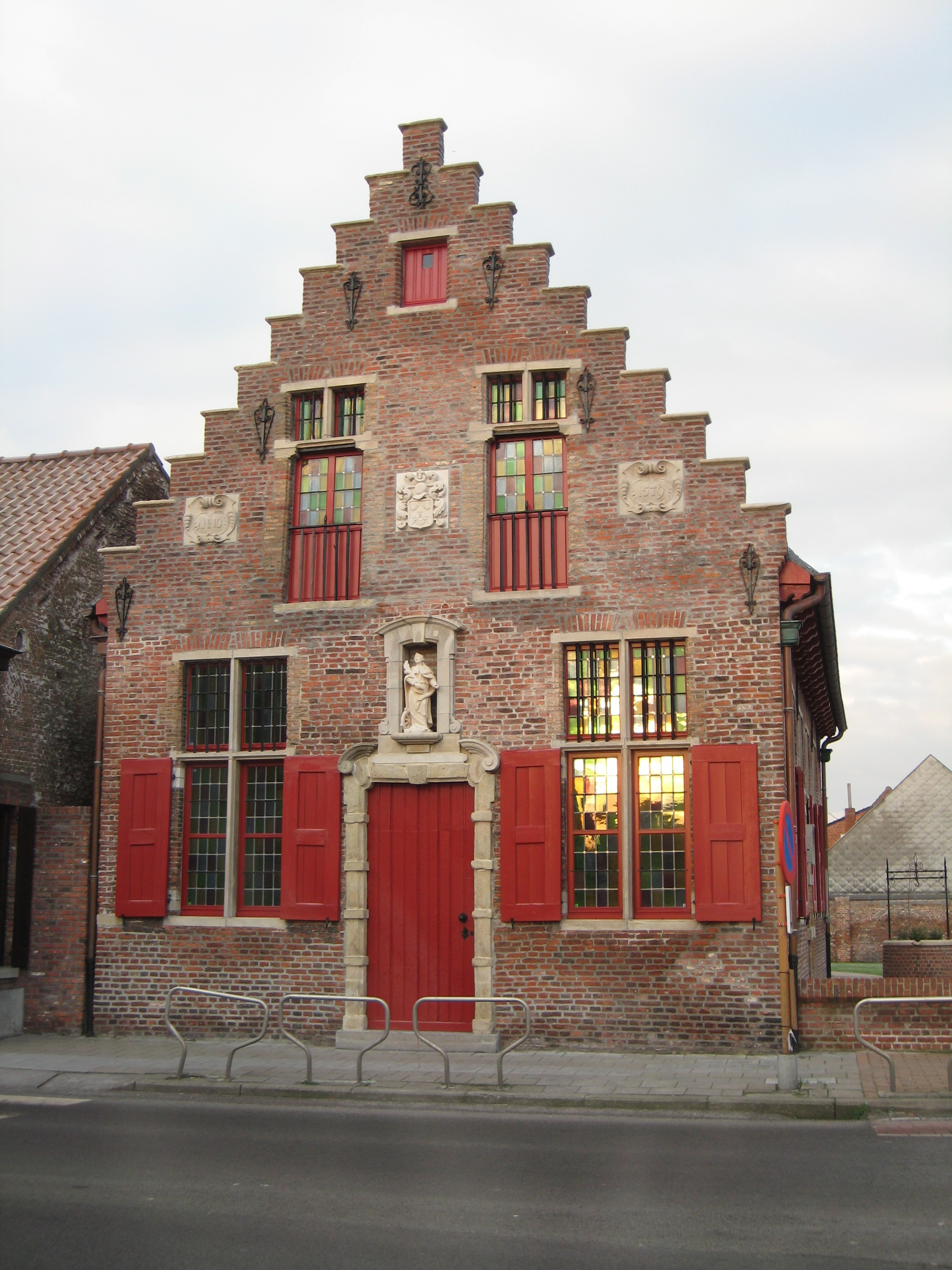
vierschaar te Wachtebeke, oostgevel

De Vierschaar van Wachtebeke is een oude vierschaar in de dorpskern van Wachtebeke. Ze werd gebouwd rond het jaar 1600 in Vlaamse renaissancestijl en in 2009 gerestaureerd. Het gebouw is een beschermd monument sinds 1943. Het is het oudste bewaarde burgerlijk gebouw van het Meetjesland.

## Geschiedenis

### Oorzaak
De vraag naar een vierschaar in Wachtebeke ontstond in de tweede helft van de 16e eeuw.
Wachtebeke en Sint-Kruis-Winkel maakten deel uit van het ambacht Assenede, en moesten voor rechtspraak dus naar Assenede reizen. Dit was een tocht van meerdere mijlen door een bosrijk en gevaarlijk gebied. Daarbij vormde de net aangelegde Sassevaart een extra hindernis op deze tocht, temeer omdat beide oevers van deze vaart onder de jurisdictie van Gent stonden. Er was dus niet alleen een fysische, maar ook een juridische hinderpaal bij opgeworpen.

### Smeekschrift en octrooi
De inwoners van Wachtebeke en Sint-Kruis-Winkel dienden een smeekschrift voor het oprichten van een eigen vierschaar in, gericht aan Filips II van Spanje, zoon van keizer Karel V. Op 14 juli 1579 kwam er een octrooi van Filips II, dat de toestemming gaf om in Wachtebeke een vierschaar op te richten. Deze Middelfranse tekst heft aan als volgt:
Philippe, par la grace de Dieu, Roy de Castille, etc. A tous ceulx qui ces presentes verront. Salut: comme question debat soit meu en notre Conseil Privé entre les comuns Habitans des Paroisses de Wachtebeque et Winckele…

Uittreksel uit de Nederlandse vertaling:
overwegende dat de verzoekers noodgedwongen gedurende de winter of tijdens de kortste dagen reeds een uur voor zonsopgang de weg op moeten, op gevaar van hun leven, en op eigen kosten naar Assenede dienen te gaan, om daar op het gewone uur aan te komen; want om negen uren ’s morgens kan de baljuw de vierschaar al sommeren om te zetelen; overwegend dat verzoekers dus moeten blijven tot de vierschaar haar zitting schorst, met name in de winter reeds bij zonsondergang, waardoor ze niet alleen één dag verliezen, maar dikwijls zelfs twee, omdat zij verplicht zijn in Assenede te overnachten, op hun eigen kosten en risico; ofwel kunnen ze over de weg, ’s nachts en in volslagen duisternis, terugkeren naar hun woonst in de hogergenoemde twee parochies, waarbij ze de reeds vermelde bossen en andere gevaarlijke door- en overgangen moeten trotseren.
Vermoedelijk is het gebouwd tussen 1580 en 1610.

### Gebruik
Het gebouw heeft tot aan de Franse Revolutie effectief als vierschaar, dus als gerechtsgebouw, gediend. Daarna heeft het heel wat andere bestemmingen gekregen: school, gemeentehuis, herberg, woonhuis, magazijn, onderkomen voor het genootschap Sint-Vincentius à Paulo en soldatenkwartier. Gedurende heel deze tijd vervulde het ook de functie van publieke pompplaats, zoals er vroeger in elk dorp een was. De opgemetste waterput in de tuin is daarvan de getuige. Sinds 1861 is het gebouw eigendom van de kerkfabriek van de Sint-Catharina parochie van Wachtebeke. Het gebouw herbergde toen zowel de parochiale (later gemeentelijke) bibliotheek als de Christelijke Mutualiteit. Momenteel wordt het door de kerkfabriek deels gebruikt als parochiaal secretariaat en deels ter beschikking gesteld van het plaatselijke verenigingsleven.